# Coyhaique

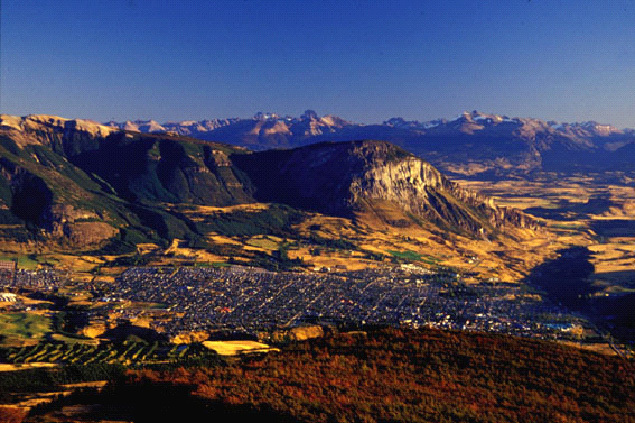
Coyhaique

Coyhaique este un oraș din Chile cu 50.041 locuitori (2002) din regiunea Aysén. Suprafața totală este de 7.290,2 km².